# Karl Haag (Mundartforscher)
Karl Alfred Haag (* 21. August 1860 in Schwenningen am Neckar; † 2. Mai 1946 in Künzelsau) war ein deutscher Gymnasiallehrer und Sprachwissenschaftler. 
Haag studierte von 1879 bis 1883 in Tübingen. Seit 1879/80 war er Mitglied der Studentenverbindung AV Virtembergia Tübingen.
Hauptberuflich arbeitete er als Gymnasialprofessor in Reutlingen und Stuttgart. Schwerpunkt seiner Arbeit war die Erforschung der Mundarten im Deutschen, Italienischen und Französischen sowie der Lautverschiebungen. Daneben betätigte sich als Dichter und Maler.

## Schriften (Auswahl)
- Die Mundarten des oberen Neckar- und Donaulandes: schwäbisch-alemannisches Grenzgebiet: Baarmundarten, 1898.
- Über die Notwendigkeit der kartographischen Aufnahme der Mundarten: Vortrag, Gehalten in der Neuphilologensammlung vom 23. Juli 1899
- Sprachwandel im Lichte der Mundartgrenzen, 1939.
- Die Grenzen des Schwäbischen in Württemberg, 1946.